# بوردمان كونفر
بوردمان كونفر (بالإنجليزية: Henry Boardman Conover)‏ هو عالم طيور وعالم حيوانات أمريكي، ولد في 18 يناير 1892 في شيكاغو في الولايات المتحدة، وتوفي بنفس المكان في 5 مايو 1950 بسبب ذات الرئة.